# Ростропович, Мстислав Леопольдович
Мстисла́в Леопо́льдович Ростропо́вич (27 марта 1927[…], Баку — 27 апреля 2007[…], Москва) — советский и российский виолончелист, пианист, дирижёр, композитор, педагог, общественный деятель; народный артист СССР (1966), лауреат Ленинской премии (1964), Сталинской премии II степени (1951), Государственной премии РФ (1995), Государственной премии РСФСР им. М. Глинки (1991), пятикратный лауреат премии Грэмми.
Супруг певицы, народной артистки СССР Галины Вишневской. С 1974 года жил с семьёй за рубежом; в 1978 году был лишён гражданства СССР, в 1990 году восстановлен в советском гражданстве.

## Биография

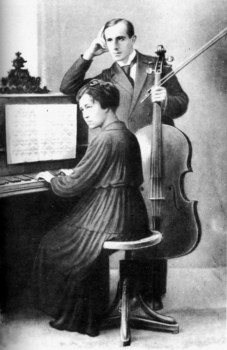
Родители Софья Федотова и Леопольд Ростропович

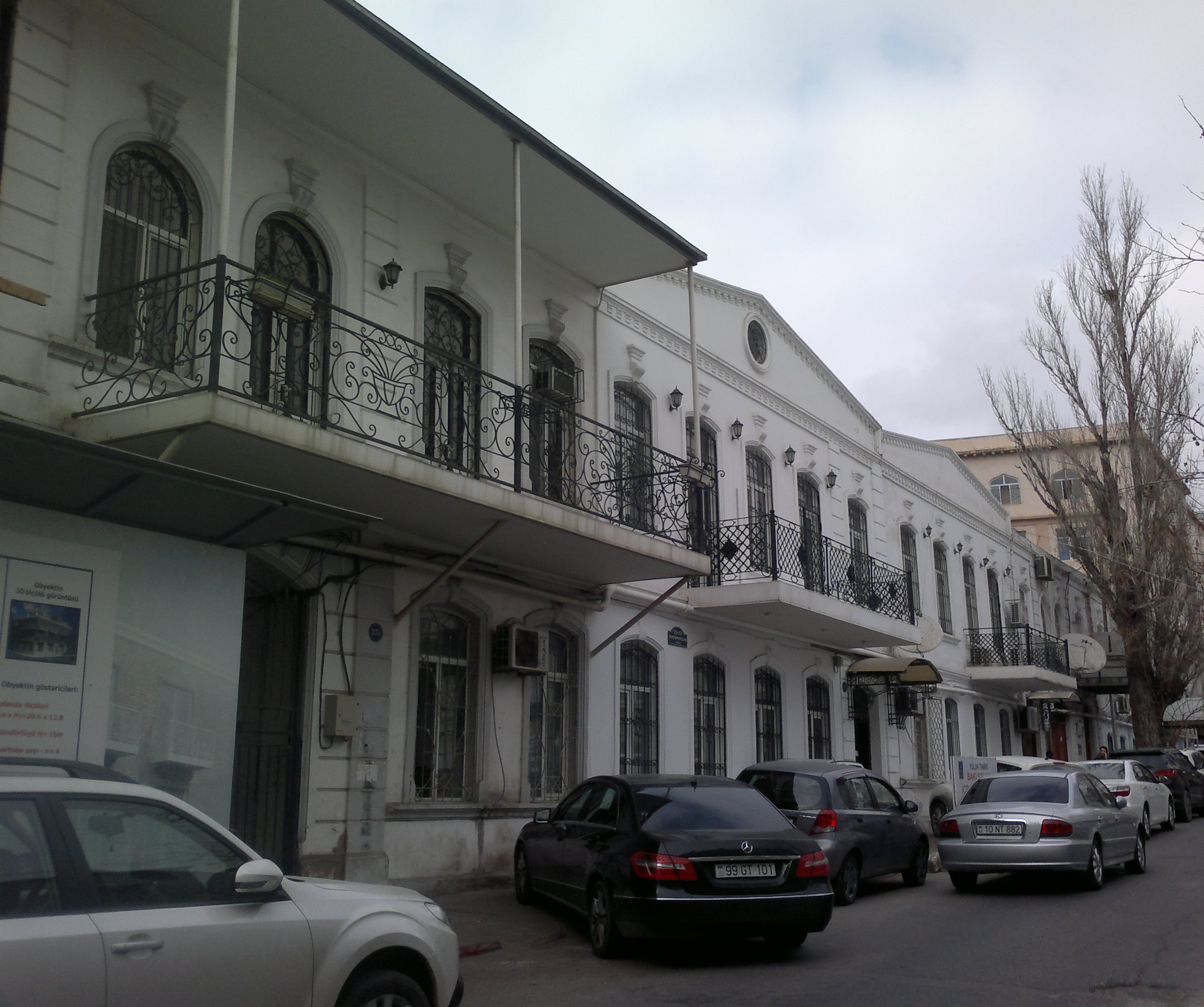
Дом в Баку, в котором родился Ростропович (ныне — дом-музей музыканта)

Мстислав Ростропович родился 27 марта 1927 года в семье профессиональных музыкантов — виолончелиста Леопольда Ростроповича, сына пианиста и композитора Витольда Ростроповича, и пианистки Софьи Федотовой, в Баку, куда семья переехала из Оренбурга по приглашению азербайджанского композитора Узеира Гаджибекова.
Начал заниматься музыкой в раннем детстве с родителями. В 1932—1937 годах учился в Москве в Музыкальной школе имени Гнесиных. В 1941 году его семья была эвакуирована в Чкалов, где Мстислав учился в музыкальном училище (ныне Оренбургский государственный институт искусств им. Л. и М. Ростроповичей), в котором преподавал его отец. В 16 лет поступил в Московскую консерваторию, где занимался по классу виолончели у Семёна Козолупова и изучал композицию у Виссариона Шебалина и Сергея Прокофьева. Под руководством Дмитрия Шостаковича изучал курс инструментовки. Окончил консерваторию в 1946 году (его имя занесено на мраморную доску выдающихся выпускников консерватории). Позднее признавался, что три композитора: Прокофьев, Шостакович, а также Бенджамин Бриттен, оказали огромное влияние на формирование его личности.
Первое выступление как виолончелиста с симфоническим оркестром состоялось в 1940 году в Славянске.
Получил известность как виолончелист в 1945 году, выиграв золотую медаль III Всесоюзного конкурса музыкантов-исполнителей в Москве. Наряду с ним, одержавшим свою первую победу, I премию на конкурсе музыкантов-исполнителей получил и уже имевший к тому времени известность пианист С. Рихтер.
В 1947 году выиграл I премию на Всемирном фестивале молодёжи и студентов в Праге. В 1951 году получил Сталинскую премию II степени.

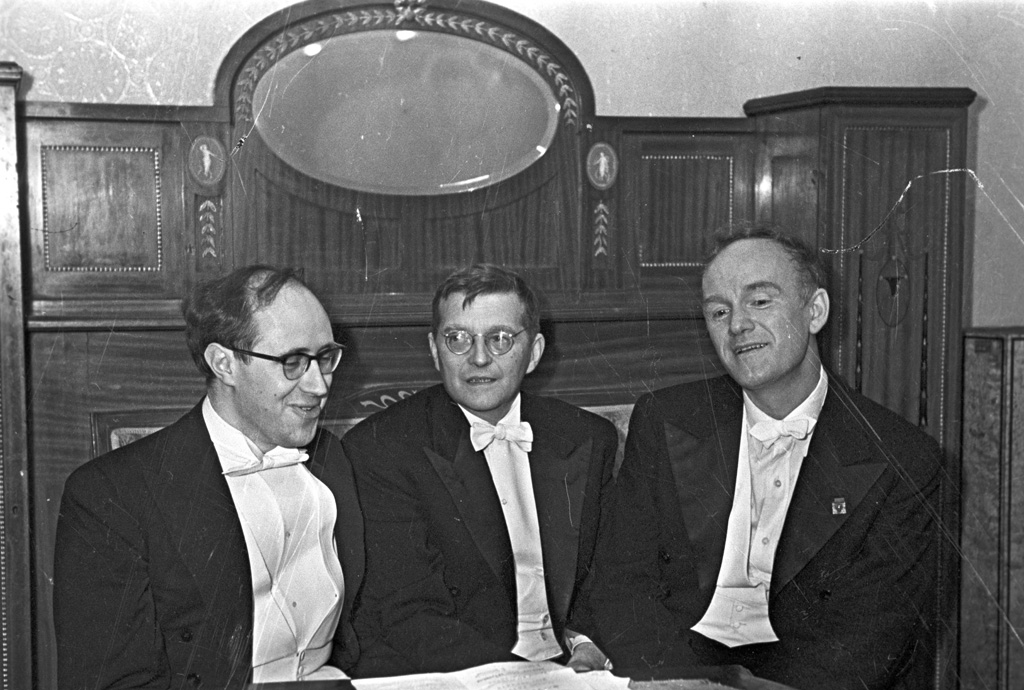
Народные артисты СССР М. Ростропович,
Д. Шостакович и С. Рихтер. 1968 год

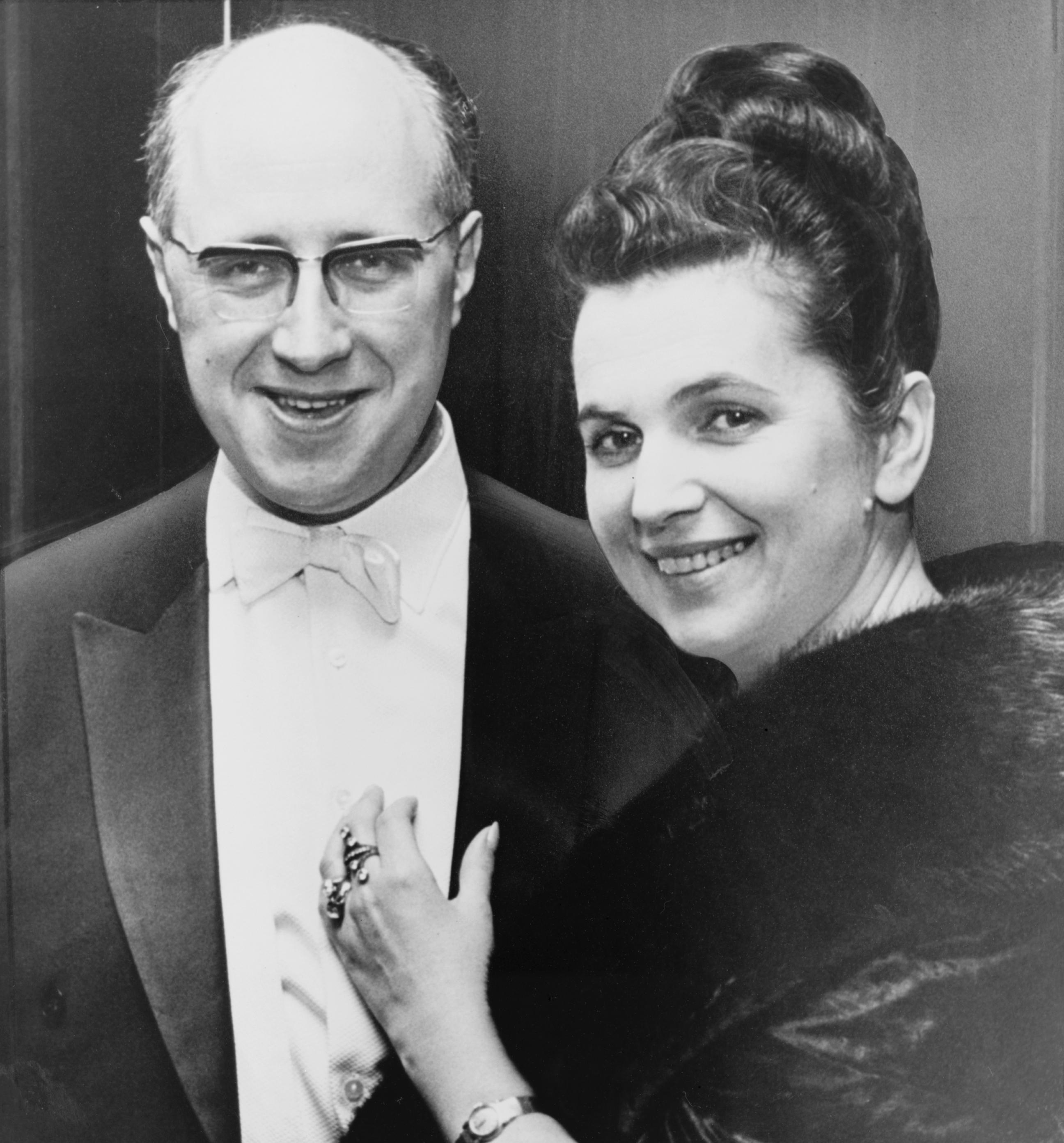
Мстислав Ростропович и Галина Вишневская, 1965 год

В 1955 году на фестивале «Пражская весна» Мстислав Ростропович познакомился с известной оперной певицей Г. П. Вишневской. После возвращения из Праги Г. Вишневская рассталась со своим прежним супругом, директором Ленинградского Театра оперетты М. И. Рубиным и связала жизнь с «человеком из оркестра». Вместе Ростропович и Вишневская прожили 52 года. Семья обосновалась в Москве в квартире «Дома композиторов» в Газетном переулке. Вскоре родились две дочери — Ольга и Елена. По воспоминаниям дочерей, отец был очень строгим, педантичным родителем, постоянно занимавшимся их воспитанием.
Благодаря международным контрактам и гастрольным турам стал известен на Западе. В его исполнении прозвучал фактически весь репертуар виолончельной музыки, и впоследствии многие произведения были написаны специально для него. Им были исполнены впервые 117 произведений для виолончели и даны 70 оркестровых премьер. Как камерный музыкант выступал в ансамбле с С. Рихтером, в трио — с Э. Гилельсом и Л. Коганом, в качестве пианиста — в ансамбле с женой Г. Вишневской.
В 1962 году на фестивале, посвящённом музыке Д. Шостаковича, впервые стал за дирижёрский пульт. Через 6 лет под его руководством в Большом театре была осуществлена новая постановка оперы «Евгений Онегин» П. Чайковского, позднее — оперы «Война и мир» С. Прокофьева. В конце 1960-х — начале 1970-х годов продолжал активную исполнительскую деятельность.
Преподавать начал в 1947 году в Центральной музыкальной школе при Московской консерватории, будучи аспирантом. С 1948 года — ассистент С. Козолупова в консерватории; вскоре получил собственный класс. В течение 26 лет преподавал в Московской консерватории. С 1961 года возглавил кафедру виолончели и контрабаса; с 1959 по 1974 годы — профессор. Семь лет был педагогом Ленинградской консерватории (в 1961—1966 годах — заведующий кафедрой виолончели).
Председатель жюри Международного конкурса имени П. И. Чайковского в номинации виолончелистов (1962, 1966, 1970).
Начиная с 1969 года сам музыкант и его семья поддерживали А. И. Солженицына, разрешив ему жить на своей даче под Москвой, и написав открытое письмо Генеральному секретарю ЦК КПСС Л. Брежневу в его защиту. За этим последовала отмена концертов и туров, остановка записей; с 1972 года Мстислав Ростропович стал невыездным из СССР.
18 апреля 1974 года в Москву с официальным визитом прибыл американский сенатор Э. Кеннеди. Сразу же по прибытии его жена Джоан передала советским чиновникам письмо Л. Бернстайна и других деятелей искусства, призывающее позволить М. Ростроповичу выезд из СССР. Эту же тему затронул и сам сенатор во время личной встречи с Брежневым — по просьбе того же Бернстайна, узнавшего, что сенатор, ратующий за право советских евреев эмигрировать из СССР, затронет этот вопрос во время своего визита.

Общественные идеалы Ростроповича были настолько же смелыми и прогрессивными, насколько изысканным было его искусство. Он верил в свободу слова, в демократические ценности и заявлял об этом во всеуслышание, чем заслужил неприязнь и недоверие советского руководства.
— Эдвард М. Кеннеди

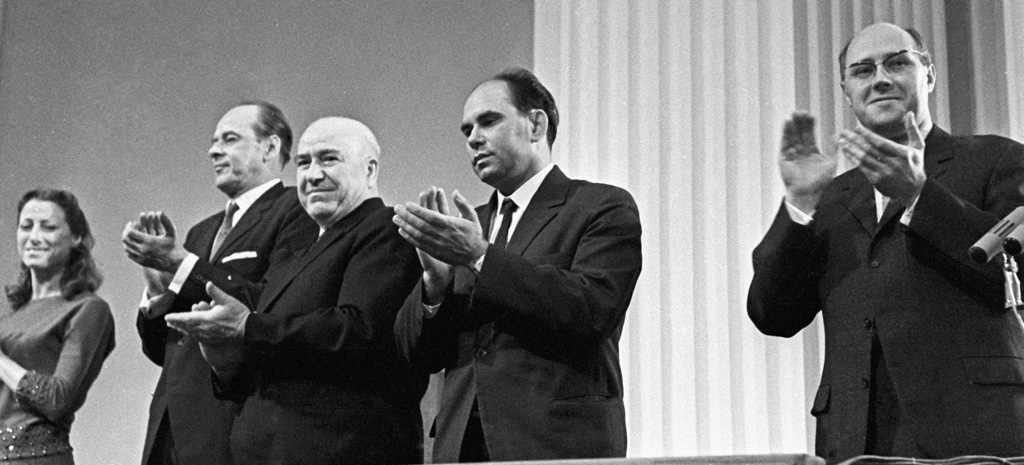
Торжественное вручение Ленинских премий.
М. Ростропович (крайний справа), 1964 год

Не успел Кеннеди покинуть СССР, как американский посол Уолтер Стессел сообщил Ростроповичу, что ему будет выдана выездная виза. Вскоре музыкант выехал с женой и детьми за границу на длительный срок, что было оформлено как командировка Министерства культуры СССР. 

В 1978 году супруги были лишены советского гражданства. Газета «Известия» от 16 марта 1978 года в статье «Идеологические перерожденцы» писала:

Выехавшие в зарубежные поездки М. Л. Ростропович и Г. П. Вишневская, не проявляя желания возвратиться в Советский Союз, вели антипатриотическую деятельность, порочили советский общественный строй, звание гражданина СССР. Они систематически оказывали материальную помощь подрывным антисоветским центрам и другим враждебным Советскому Союзу организациям за рубежом. В 1976—1977 годах они дали, например, несколько концертов, денежные сборы от которых пошли в пользу белоэмигрантских организаций. <…> Учитывая, что Ростропович и Вишневская систематически совершают действия, наносящие ущерб престижу Союза ССР и несовместимые с принадлежностью к советскому гражданству, Президиум Верховного Совета СССР постановил на основании ст. 7 Закона СССР от 19 августа 1938 года «О гражданстве Союза Советских Социалистических Республик» за действия, порочащие звание гражданина СССР, лишить гражданства СССР М. Л. Ростроповича и Г. П. Вишневскую.

Гражданство СССР было возвращено Ростроповичу и Вишневской в 1990 году. Однако они отказались от советских и российских паспортов.

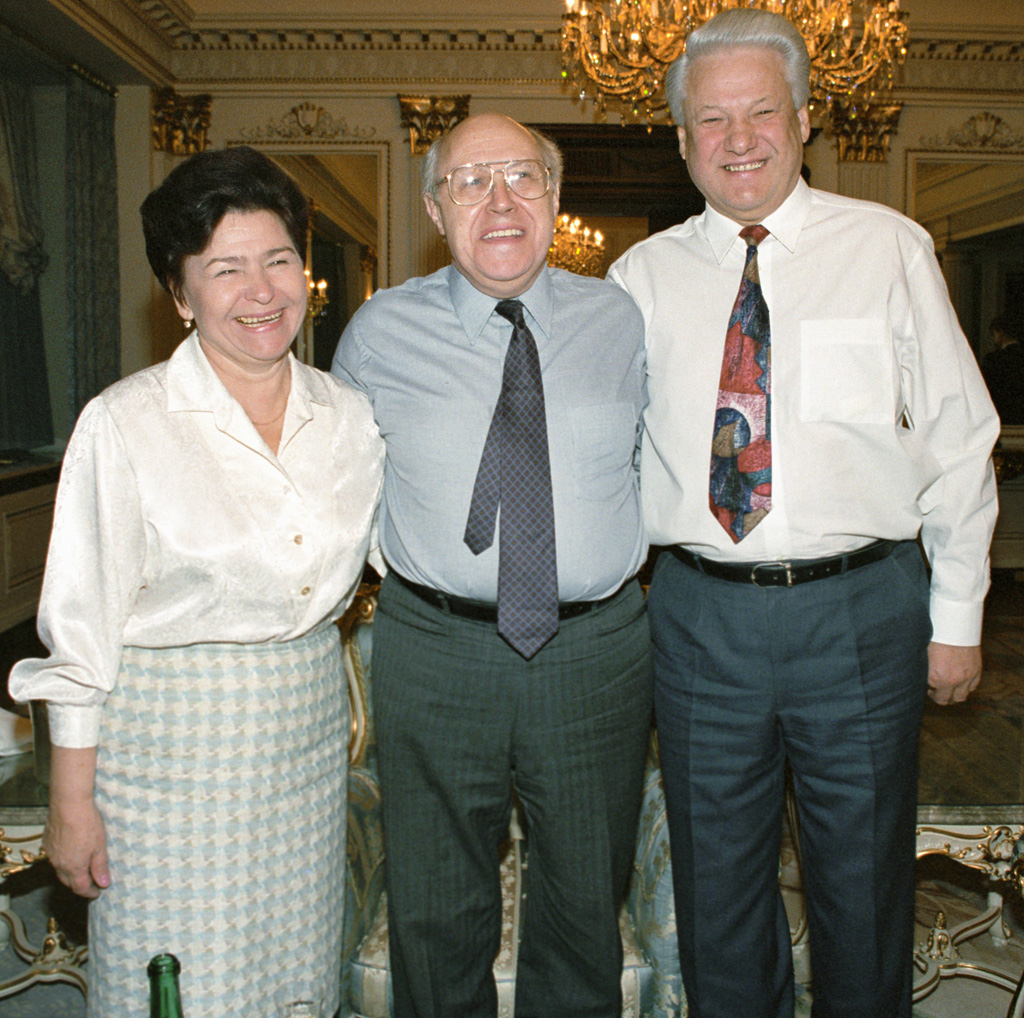
Наина Ельцина, Мстислав Ростропович и Борис Ельцин. 1992 год

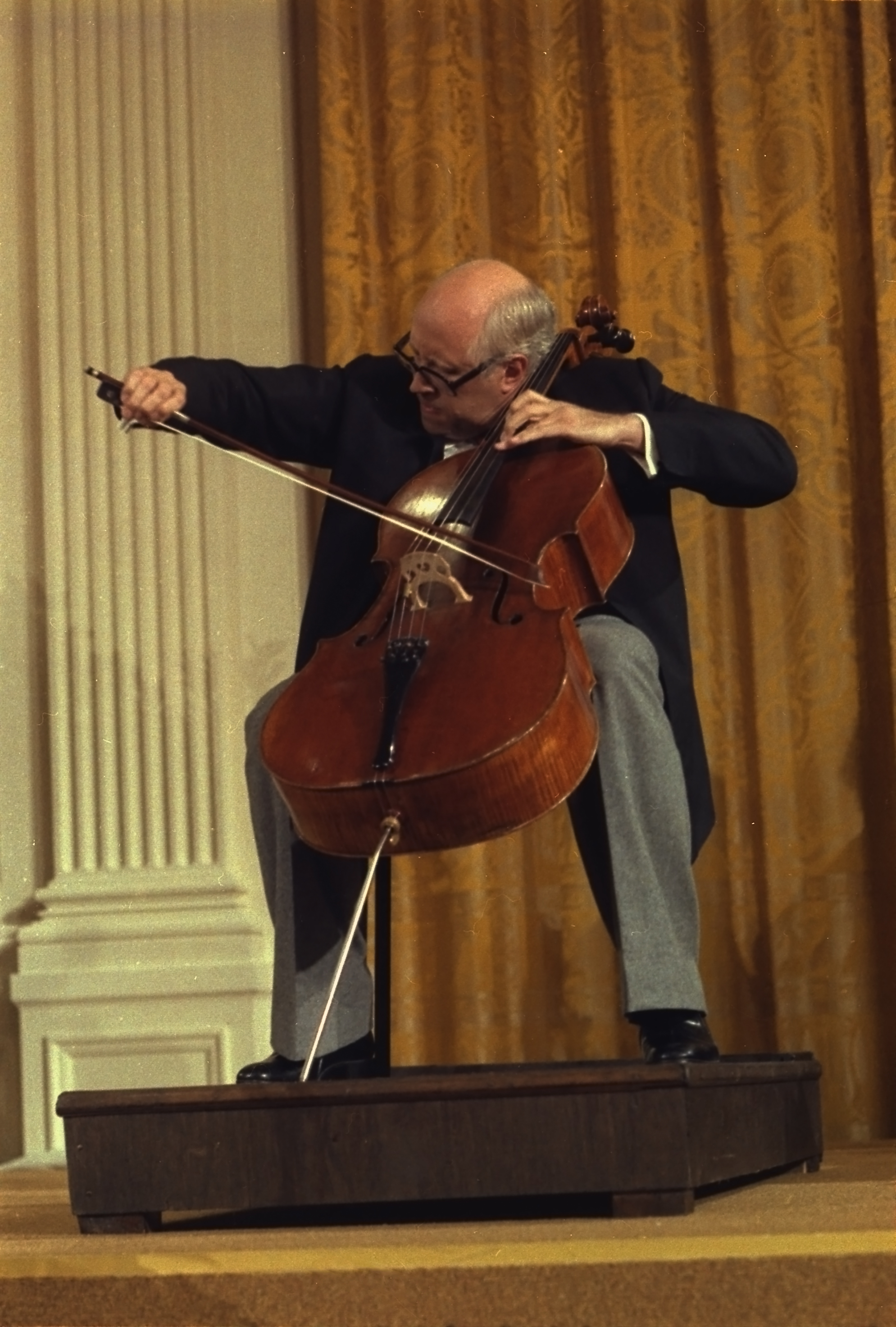
М. Ростропович играет на виолончели Дюпора. 1978 год

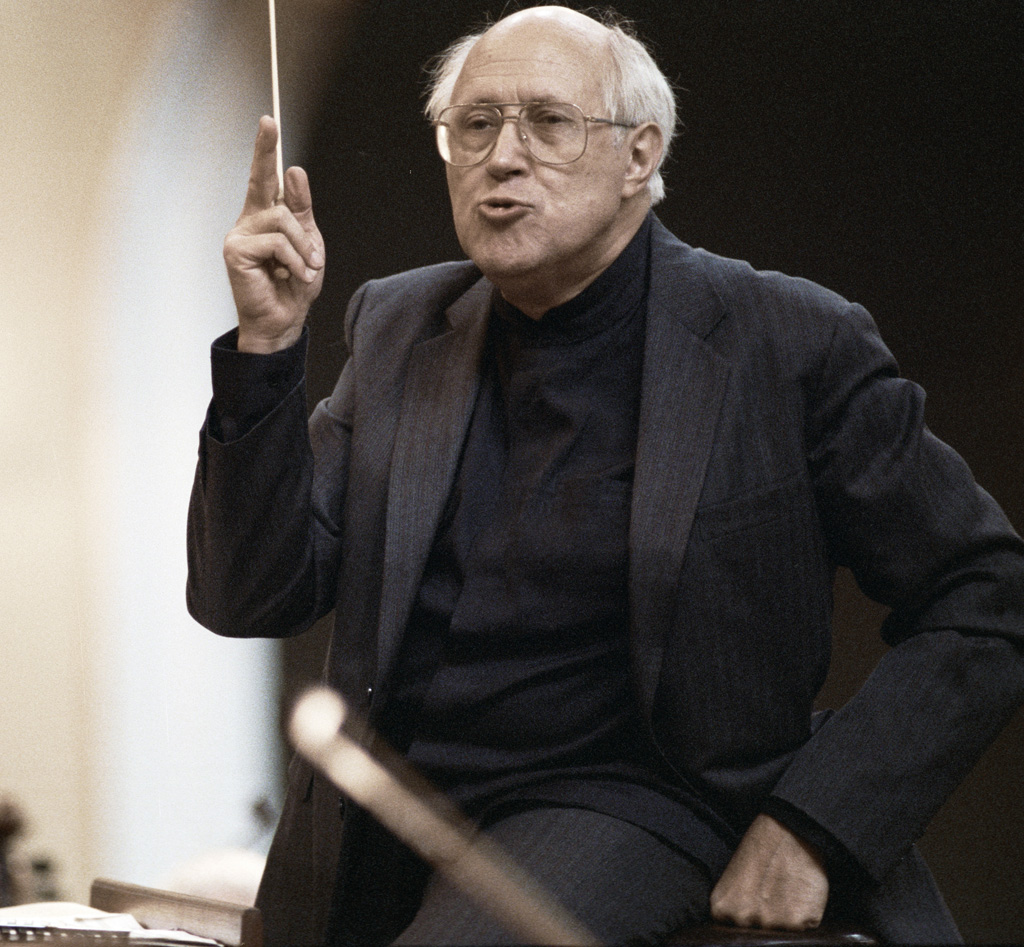
Дирижёр Национального симфонического оркестра США. 1993 год

С 1974 года, покинув СССР, он стал одним из ведущих дирижёров Запада. В течение 17 сезонов (1977—1994) был бессменным дирижёром и художественным руководителем Национального симфонического оркестра в Вашингтоне, вошедшего под его руководством в число лучших оркестров Америки, регулярным гостем Берлинской филармонии, Бостонского симфонического оркестра, Лондонского симфонического оркестра и Лондонской филармонии.
С 1987 по 2000 год был создателем, участником и бессменным руководителем музыкального фестиваля в Эвиан-ле-Бене (Франция), где ежегодно собирались лучшие музыканты мира и исполнялись как премьеры сочинений современных композиторов, так и произведения классического репертуара.
Последними его записями[где?] были Концерт для виолончели с оркестром № 2 А. Г. Шнитке и «Возвращение в Россию» — документальный фильм о поездке в Москву вместе с Национальным симфоническим оркестром в 1990 году.
Во время августовского путча 1991 года и событий октября 1993 года выступал на стороне Президента России Б. Н. Ельцина, в августе 1991 года находился в рядах защитников Белого дома.

Могила М. Ростроповича на Новодевичьем кладбище

Репертуар Ростроповича-виолончелиста включал наряду с классическими сочинениями более 140 современных произведений для виолончели, написанных специально для него. Свои сочинения музыканту посвятили около 60 композиторов, в том числе С. Прокофьев, Д. Шостакович, Т. Хренников, Б. Чайковский, А. Хачатурян, Б. Бриттен, Л. Берио, А. Шнитке, Л. Бернстайн, А. Дютийе, О. Мессиан, В. Лютославский, К. Пендерецкий и др.
В 2002 году лондонская газета «The Times» провозгласила его «величайшим из ныне живущих музыкантов». Музыкальный колумнист газеты «Daily Telegraph» Л. Уэббер назвал его «вероятно, величайшим виолончелистом всех времен» (28 апреля 2007).
Автор двух концертов для фортепиано с оркестром и пьес для квартета, скрипичных, виолончельных, в том числе «Юморесок», позднее получивших широкую известность.
Известен своей благотворительной деятельностью: был президентом Благотворительного фонда Вишневской—Ростроповича, оказывающего помощь российским детским лечебным учреждениям, а также одним из попечителей школы имени А. М. Горчакова, возрождаемой в духе и традициях Царскосельского лицея. Основал Международный конкурс виолончелистов М. Ростроповича (Франция), Благотворительный фонд поддержки молодых музыкантов России.
Летом 2006 года тяжело заболел: в феврале и в апреле 2007 года он перенёс две операции в связи со злокачественной опухолью печени. Мстислав Ростропович скончался 27 апреля 2007 года на 81-м году жизни в клинике Национального медицинского исследовательского центра онкологии им. Н. Н. Блохина в Москве. Прощание с музыкантом состоялось 28 апреля в Большом зале Московской консерватории. Отпевание прошло в Храме Христа Спасителя. Похоронен на Новодевичьем кладбище. Впоследствии рядом с ним похоронена Галина Вишневская.

### Семья
- Дед — Витольд Ганнибалович Ростропович (1856—1913), пианист, педагог, композитор.
- Отец — Леопольд Витольдович Ростропович (1892—1942), виолончелист, педагог и дирижёр.
- Мать — Софья Николаевна Федотова (1891—1971), пианистка. По другим сведениям родилась в 1889 году, отец учитель пения Второго оренбургского кадетского корпуса Николай Александрович, мать Ольга Сергеевна. Брак Софьи Николаевны и Леопольда Витольдовича был заключён в Оренбурге зимой 1922 года[23].
- Супруга (1955—2007) — Галина Павловна Вишневская (1926—2012), оперная певица (сопрано), актриса, театральный режиссёр, педагог, народная артистка СССР (1966).
  - Дочь — Ольга (род. 18.03.1956), возглавляет музыкальный фонд Ростроповича, помогающий молодым музыкантам, заслуженный деятель искусств РФ (2017);
  - Дочь — Елена (род. 22.06.1958), руководит медицинским фондом «Вишневская—Ростропович»[11].

## Инструменты
С 1974 по 2007 год Мстислав Ростропович играл на виолончели Дюпора. Также в его распоряжении были виолончель, изготовленная в 1783 году в Турине Джованни Баттистой Гваданьини (куплена Ростроповичем в 2000 году); виолончель, созданная в 1741 году лютьером Санто Серафино; рояль австрийской фирмы Bösendorfer. После смерти музыканта инструменты перешли в собственность Галины Вишневской и их дочерей. Часть инструментов продана на аукционах.

## Награды и звания

### Государственные награды

#### Российской Федерации и СССР
- Орден «За заслуги перед Отечеством» I степени (24 февраля 2007 года) — за выдающийся вклад в развитие мирового музыкального искусства и многолетнюю творческую деятельность[25]
- Орден «За заслуги перед Отечеством» II степени (25 марта 1997 года) — за заслуги перед государством и большой личный вклад в развитие мирового музыкального искусства[26]
- Медаль «Защитнику свободной России» (2 февраля 1993 года) — за мужество и самоотверженность, проявленные при защите демократии и конституционного строя 19-21 августа 1991 года[27]
- Юбилейная медаль «60 лет Победы в Великой Отечественной войне 1941—1945» (2005)
- Медаль «За доблестный труд. В ознаменование 100-летия со дня рождения Владимира Ильича Ленина»
- Медаль «За победу над Германией в Великой Отечественной войне 1941—1945 гг.»[28]
- Медаль «За доблестный труд в Великой Отечественной войне 1941—1945 гг.»
- Медаль «За освоение целинных земель»
- Медаль «В память 850-летия Москвы»

#### Иностранные награды
- Командор ордена искусств и литературы (1975, Франция)
- Почётный орден Бриллиантовой звезды (1977, Тайвань)
- Орден Франсиско Миранды 1-го класса (1979, Венесуэла)
- Офицер Ордена Почётного легиона (1981, Франция)
- Кавалер ордена Заслуг (1982, Люксембург)
- Командор ордена Даненброг (1983, Дания)
- Медаль Литературы и искусств (1984, Швеция)
- Великий офицер ордена «За заслуги перед Итальянской Республикой» (31 августа 1984 года, Италия)[29]
- Командор Ордена Изабеллы Католической (1985, Испания)
- Командор Ордена Почётного легиона (1987, Франция)
- Почётный рыцарь-командор ордена Британской Империи (1987, Великобритания)
- Командор ордена «За заслуги перед Федеративной Республикой Германия» (1987, Германия)
- Президентская медаль Свободы (1987, США)
- Кавалер Большого креста ордена Леопольда I (1989, Бельгия)
- Командор ордена Святого Карла (1989, Монако)
- Командор ордена Нидерландского льва (1989, Нидерланды)
- Золотая Почётная медаль искусств и наук[нидерл.] (1989, Нидерланды)
- Кавалер ордена Мая «За заслуги» (1991, Аргентина)
- Командор короны ордена Адольфа де Нассау (1991, Люксембург)
- Медаль Памяти 13 января (10 июня 1992 года, Литва)[30]
- Кавалер Национального ордена Заслуг (1993, Эквадор)
- Кавалер ордена Освободителя Сан-Мартина (1994, Аргентина)
- Великий офицер ордена Великого князя Литовского Гядиминаса (24 ноября 1995 года, Литва)[31]
- Орден «Слава» (29 апреля 1997 года, Азербайджан)
- Великий офицер Национального ордена Кедра (1997, Ливан)
- Командор ордена Заслуг перед Республикой Польша (4 апреля 1997 года, Польша)[32]
- Великий офицер Ордена Почётного легиона (1998, Франция)
- Командор ордена Заслуг (1999, Люксембург)
- Командор ордена Культурных заслуг (1999, Монако)
- Кавалер Большого креста ордена «За заслуги перед Федеративной Республикой Германия» (2001, Германия)
- Почётный знак «За науку и искусство» (2001, Австрия)
- Орден «Независимость» (3 марта 2002 года, Азербайджан) — за выдающиеся заслуги в укреплении международных культурных связей Азербайджана и развитии музыкального искусства[33]
- Командор со звездой ордена Заслуг (2003, Венгрия)
- Орден Восходящего солнца II степени (2003, Япония)
- Орден Карлоса III (2004, Испания)
- Великий офицер ордена «За заслуги перед культурой»[рум.] в категории B «Музыка» (10 сентября 2004 года, Румыния)[34]
- Орден «Гейдар Алиев» (27 марта 2007 года, Азербайджан) — за большие заслуги в развитии международных культурных связей и музыкального искусства Азербайджана[35][36]
- Орден «За заслуги» (Гватемала)
- Орден Сантьяго (Португалия)
- Командор орден Феникса (Греция)
- Командор первого класса ордена Льва (Финляндия)

### Ведомственные и общественные награды
Российские:
- 1-я премия 3-го Всесоюзного конкурса музыкантов-исполнителей в Москве (1945)
- Памятная медаль к 70-летию (1997, Ассоциация «Русская исполнительская школа»)
- Премия Нижнего Новгорода (1997)
- Приз «Слава/Gloria» (1997)
- Царскосельская художественная премия (1999)
- Премия «Благородство» (1999, Самара)
- Премия «Российский национальный Олимп» (2001)
- Медаль «200 лет МВД России» (2002, МВД России)
- Орден «Созидатель Петербурга» (2002)
- Мемориальная серебряная (с позолотой) медаль «Кремль. Встреча Нового года. 2003» (2003)
- Медаль «10 лет Комитета по делам воинов-интернационалистов» (2003)
- Наградной знак-орден «Меценат» (2003, фонд «Меценаты столетия», Москва)
- Орден Доблести Георгиевского Союза (2004, Санкт-Петербург)
- Приз Фонда Ролана Быкова (2004, Москва)
- Юбилейная серебряная медаль «К 100-летию со дня основания Института русской литературы (Пушкинского Дома)» (2005)
- Орден Петра Великого I степени (2005, Академия проблем безопасности, обороны и правопорядка)
- Серебряная медаль им. Н. К. Рериха «За заслуги в области экологии» (2005, МАНЭБ, Санкт-Петербург)
- Почётный знак и наградной крест «За труды в благотворении» (2006, ГУВД Москвы)
- Российская национальная премия «Овация» в номинации «Легенда» (2008)
- Международная премия за развитие и укрепление гуманитарных связей в странах Балтийского региона «Балтийская звезда» номинации «Память» (посмертно) (2012, Министерство культуры и массовых коммуникаций РФ, Союз театральных деятелей РФ, комитет по культуре правительства Санкт-Петербурга[37]
- Российская премия Л. Э. Нобеля[38]
- Медаль «Участнику чрезвычайных гуманитарных операций» (МЧС России и УВКБ ООН)

Зарубежные:
- Золотая медаль Королевского филармонического общества (Великобритания, 1970)
- Золотая медаль Национальной академии Святой Цецилии (Италия)
- Золотая медаль Общества охраны авторских прав «Омаж де ля Сасем» (Франция, 1988)
- Золотая медаль «Виотти д’Оро» (Италия, 1988)
- Золотая медаль в честь 200-летия Джорджтаунского университета (США, 1989)
- Золотая медаль Архимеда (Греция)
- Золотая медаль Всемирной выставки в Севилье (Испания, 1992)
- Золотая медаль Х. Колумба (Италия)
- Золотая медаль Моцарта (ЮНЕСКО, 2007)[39]
- La grande Medaille de Vermeil (Франция, 1976)
- Серебряная медаль «Премио Виа Кондотти» (Рим, Италия, 1989)
- Серебряная медаль в честь 125-летней годовщины Музыкальной академии Ф. Листа (Венгрия, 2000)
- Серебряная медаль университета Рио-де-Жанейро (Бразилия)
- Серебряная медаль к 70-летию (фонд Бильбао, Испания)
- Серебряная медаль Белградского университета искусств (Югославия)
- Медаль Генерального совета департамента Буш-дю-Рон (Франция)
- Медаль Дж. Верди (Италия, 1951)
- Медаль Палаццо Марино (Италия)
- Медаль Стендаля (Италия, 1951)
- Медаль Четырёх свобод им. Ф. Рузвельта (Нидерланды)
- Медаль Общества Ю. Венявского (Польша)
- Медаль Раматуэлле (Сан-Тропе, Франция)
- Медаль Гарвардского университета «За вклад в искусство» (США)
- Медаль Македонии
- Медаль «Антико Сиглио делла Чита» (Турин, Италия)
- Медаль «Реал Колизео де Карлос III» (Мадрид, Испания)
- Медаль «Остел дьё Браун» (Севилья, Испания)
- Медаль Общества любителей музыки (Бордигера, Италия, 1980)
- Медаль в честь Ростроповича (Франция, 1987; США, 1987)
- Медаль «За заслуги в музыкальном искусстве» (Испания)
- Медаль Н. Казанзакиса (Греция)
- Медаль международного конгресса памяти А. Сахарова «Мир, прогресс, права человека» (1991)
- Медаль Дж. Пибоди за выдающийся вклад в музыку Америки (США, 1994)
- Медаль Французской Академии (Франция, 1995)
- Медаль «Дворец музыки» (Италия, 1997)
- Медаль Ф. Шопена (Польша, 1997)
- Почетная медаль Министерства культуры Вьетнама
- Почётная медаль Фонда американо-российского культурного сотрудничества (США)

### Премии

#### Государственные премии СССР и Российской Федерации
- Сталинская премия второй степени (1951) — за концертно-исполнительскую деятельность
- Ленинская премия (1964) — за концертно-исполнительскую деятельность (1961—1963)
- Государственная премия РСФСР имени М. И. Глинки в номинации «за произведения в области литературы и искусства, созданные зарубежными соотечественниками» (1991) — за концертные программы последних лет[40]
- Государственная премия Российской Федерации (1995)

#### Зарубежные премии и награды
- 1-я премия на Всемирном фестивале молодёжи и студентов в Праге (1947)
- 1-я премия на Всемирном фестивале молодёжи и студентов в Будапеште (1949)
- 1-я премия на Международном музыкальном фестивале «Пражская весна» (1950)
- 1-я премия на Международном конкурсе имени Г. Вигана в Праге (1950)
- Премия Edison, Comissie Collectieve Grammofoonplaten Campagne (CCGC), Grand Gala du Disque Classique (Амстердам, Нидерланды, 1964)
- Премия «Грэмми»[41] (1970, 1977, 1980, 1983, 2003)
- Премия Международной лиги прав человека (1974)
- Премия Эрнста фон Сименса (Германия, 1976)
- Премия Альберта Карре и доктора Эдуарда Гарде (гран-при Academie Nationale du Disque Lyrique «Orphees d’Or») (Франция, 1977)
- Премия Союза музыкальной прессы Бельгии «Caecilia» в номинации «Опера» (Бельгия, 1979)
- Премия Мантуи за лучшую оперу в Италии «Золотая сцена» (1980)
- Премия Леони Соннинг (Дания, 1981)
- Премия Национального хорового фонда (Вашингтон, США, 1981)
- Премия «Жизнь в музыке» от ассоциации «Омадже-то Венеция» (1984)
- Премия «Артисту года» от Антидефамационной лиги «Бнай Бритиш» (1984)
- Премия «Выдающемуся гражданину» (Университет штата Нью-Йорк, 1984)
- Премия Алгура Медоуза за совершенство в искусстве (США, 1985)
- Премия Альберта Швейцера (1985)
- Премия за исполнительское искусство Лиги «Против клеветы» (США, 1985)
- Премия Анри Эньяльбера «Des grands vins de Fronsac» Музыкального общества Фронсак (Франция, 1986)
- Премия в номинации «Лучший международный солист» (BMI & Washington Area Music ASSN) (Вашингтон, США, 1987)
- Премия «Искусство в искусстве» (Испания, 1989)
- Премия имени Джона Мак-Говерна за отличие в искусстве (1989)
- Премия имени Поля Хьюма (Музыкальная школа Левина, Вашингтон, США, 1989)
- Премия «Виа Кондотти» (Италия, 1989)
- Премия «Борцу за права человека» — от Фонда «За будущее» (Париж, 1991)
- Премия Центра Кеннеди (США, 1992)
- Императорская премия ассоциации искусств (Япония, 1993)
- Премия Polar Music Prize (Шведская Королевская академия музыки, премия музыкантам, приравненная по значению к Нобелевской, 1995)
- Премия «Gramophone» в номинации «Запись года» (Великобритания, 1995)
- Премия «EMI-Classics» (Великобритания, 1995)
- Премия «Der Deutschen Schallplattenkritik» (Мюнхен-Гамбург, ФРГ, 1995, 1997)
- Премия «Gramophone» за выдающиеся достижения (Великобритания, 1997)
- Премия Принца Астурийского «Конкордия» («Согласие») за вклад в достижение согласия в обществе (Испания, 1997)
- Премия «Gramophone» за лучшую историческую запись (Великобритания, 1998)
- Премия «ECHO», Deutsche Phonoakademie (Германия, 1998)
- Премия «Амброгино д’оро» (Милан, Италия, 1999)
- Премия музыкальных критиков Аргентины (Аргентина, 1999)
- Премия Микеланджело Антониони в области искусства (Италия, 2000)
- Премия COAS (Cooperadora de Accion Social) (Аргентина, 2002)
- Премия Томаса Эдисона за жизненные достижения (Нидерланды, 2004)
- Премия Вольфа в области искусств (Израиль, 2004)
- Премия «ECHO Klassik», специальный приз «Посол Музыки», Deutsche Phonoakademie (Германия, 2004)
- Премия UCLA за исполнительское мастерство (США, первое присуждение в области музыки)
- Премия Фонда «Амбасадор» (США)
- Премия «За отличие в искусстве» (Калифорнийский университет, США)
- Премия Карла IV (Чехия)
- Международная премия Каталонии (Испания, 1992)
- Международная гуманитарная премия Международного центра Индианаполиса (США, 1992)
- Международная музыкальная премия «Примавера» (Италия, 1996)
- Международная премия Испании «Габаррон» (2002)
- Международная премия Артуро Бенедетти Микеланджели (Италия, 2003)
- Международная премия Исаака Стерна (США, 2003)
- Международная премия имени Николая Рериха (Санкт-Петербург, Россия, 2005)
- Международная премия «Золотое сердце» (Москва, Россия, 2006)
- Гуманитарная премия Федерации «Объединенный еврейский призыв» (США, 1985)
- Директорская премия Информационного агентства США (1989)
- Дирижёрская премия Дитсона (Колумбийский университет, США, 1990)
- Артистическая премия Конгресса США «Arts Caucus» (Вашингтон, США, 1993)
- Европейская премия «За человечность» Европейского фонда культуры (Базель, Швейцария, 2000)
- Государственная премия Литвы (2002)
- Президентская премия «За заслуги», The National Academy of Recording Arts and Siences (США, 2003)
- Художественная премия Валенсии (Испания)
- Награда за искусство исполнения международной еврейской организации Бней-Брит (США, 1985)
- Награда «Золотой век» (Италия)
- Награда Фонда послов (США)
- Золотой диск Toshiba-EMI Limited (Япония, 1977, 1978)
- «Почетное свидетельство» Организации Американских государств и Интерамериканского музыкального совета (высшее отличие, присуждаемое этой организацией)
- Почетная победа в области классической музыки (Франция, 2004)
- Благодарность Организации американских государств и Интер-Американского музыкального совета (США, 1998)
- Международный общественный орден «Золотой сокол», кавалер (Москва, Россия, 2004)
- Приз Жака Роше (Académie du Disque Français) (Франция, 1970)
- Приз Общества друзей музыки (Австрия, 2001)
- Большой Приз Музыки (Латвия, 2001)
- Гран-при (Académie du Disque Français) (Париж, Франция, 1975, 1984)
- Гран-при (Des Disquaires de France) (Париж, Франция, 1977)
- Знак высокой оценки Туринской филармонии (Италия, 1980)
- Знак Культуры Палермо (Италия)
- Знак Святого Германа Аляскинского (Русская православная церковь Америки, США)
- Знак «Корона Франции» (1975)
- Золотой знак университета Болоньи (Италия)
- Орден «Звезда созидания»[42]

### Звания и титулы
- Заслуженный артист РСФСР (1955)
- Народный артист РСФСР (1964)
- Народный артист СССР (1966)
- Международный артист (Филиппины, 1982)
- Мэтр-архонт музыки Великой и Святейшей Православной Церкви Христовой (Высший церковный титул, присуждаемый гражданским лицам указом Вселенского Патриарха, 1989)
- Посол доброй воли ЮНЕСКО (Париж, Франция, 1997)
- Почётный профессор Ленинградской консерватории
- Почётный профессор Ереванской консерватории
- Почётный профессор Кубинской национальной консерватории
- Почётный профессор Московской консерватории с 1993 года
- Почётный доктор Санкт-Петербургского гуманитарного университета профсоюзов с 1998 года[43]

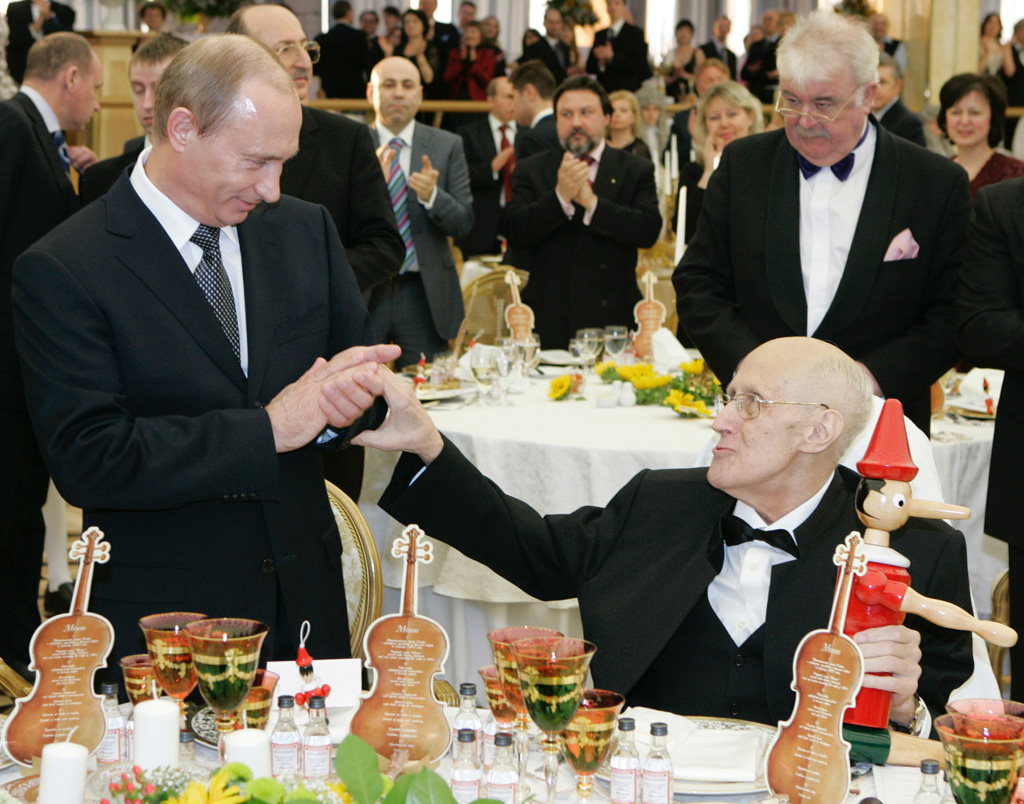
Владимир Путин и Мстислав Ростропович на торжественном приёме по случаю 80-летия маэстро. 27 марта 2007 года

- Почётный член Дома Бетховена (Бонн, Германия)
- Почётный член Королевского музыкального колледжа (Великобритания)
- Почётный председатель Нью-Йоркского общества виолончелистов и др.
- Действительный член Академии изящных искусств Франции (имя музыканта включено в число «Сорока бессмертных») (1987).
- Иностранный почётный член Американской академии искусств и наук (1972)
- Член Национальной академии «Санта Чечилия» (Рим, 1971)
- Член Шведской королевской музыкальной академии (1975)
- Член Королевской академии музыки Англии (1984)
- Член-корреспондент Баварской академии изящных искусств (1981)
- Почётный доктор более 50 университетов в различных странах, среди них:
  - Гарвардский университет (США)
  - Йельский университет (США)
  - Принстонский университет (США)
  - Кембриджский университет (Великобритания)
  - Оксфордский университет (Великобритания)
  - Сорбонна (Франция)
  - Болонский университет (Италия)
  - Тель-Авивский университет (Израиль)
- Почётный гражданин 28 городов и областей более 10 стран, в том числе городов Афины (Греция, 1975), Токио (Япония), Тель-Авив, Иерусалим (Израиль), Вендрель (Каталония, Испания), Милан, Азоло, Турин, Кремона (2002), Флоренция (2006) (Италия), Вильнюс (Литва, 2000), Тбилиси (Грузия, 1998),Оренбург (1993), Воронеж (2002), Нижегородской области (1996) (Россия), Славянск (Украина, 2000), Ментор, Скрентон (1983), округ Лакауанна (Пенсильвания, 1985), штат Теннесси (1985), Марксвилль (США), Фронсак, Эвиан-ле-Бен, Ментона (Франция), Буэнос-Айрес (Аргентина, 2001), Автономная Республика Аджария (Грузия, 2003)[44].
- Титул «Супер-Звезда» от Общероссийской общественной премии «Российский национальный олимп» (Москва, Россия, 2001)
- Титул «Сэр Королевства Великобритании»

#### Человек года
- 1970, 1980, 1983 — во Франции;
- 1974 — в ФРГ;
- 1977, 1984 — в Великобритании;
- 1983 — в США;
- 1984 — «Артист года», Антидиффамационная лига «Бнай Бритиш»;
- 1987 — «Человек года» по версии Национального еврейского фонда;
- 1987 — «Музыкант года» по версии общества «Музыкальная Америка» (США);
- 2004 — «Герой Европы» по версии журнала «Time»;
- «Персона года-2008», «За вклад в отечественную культуру и искусство» — по решению Дирекции и Попечительского Совета Российской Ежегодной Общенациональной Премии в области индустрии развлечений и досуга Russian Entertainment Awards.

## Память
- В 1993 году Детской музыкальной школе № 57 Куйбышевского района Москвы было присвоено имя М. Л. Ростроповича и установлено наименование «Детская музыкальная школа № 57 им. М. Л. Ростроповича».
- В 1994 году в связи с преобразованием Детской музыкальной школы № 1 Ленинского района Ленинграда в Санкт-Петербургскую детскую школу искусств ей, с согласия М. Л. Ростроповича, было присвоено его имя.
- В 1997 году после преобразования оренбургского музыкального училища в институт искусств ему было присвоено имя Леопольда и Мстислава Ростроповичей.
- В 1998 году был открыт Дом-музей семьи Ростроповичей в Баку, на улице Ростроповичей[45], в 2001 году — дом-музей семьи Ростроповичей в Оренбурге, филиал Оренбургского областного музея изобразительных искусств[46].
- В 2002 году в честь династии музыкантов Ростроповичей в Воронеже было названо музыкальное училище, которое с 5 июля 2006 именуется Государственным образовательным учреждением среднего профессионального образования «Воронежский музыкальный колледж имени Ростроповичей»[47].
- В 2004 году Нижегородской государственной академической филармонии было присвоено имя Мстислава Ростроповича.
- В 2006 году музыкант провёл в Баку в честь 100-летия со дня рождения Д. Д. Шостаковича Международный фестиваль его имени. В декабре следующего года Ольга Ростропович посвятила Бакинский международный фестиваль памяти своего отца.
- В 2006 году режиссёр А. Сокуров снял фильм «Элегия жизни. Ростропович. Вишневская», рассказывающий о жизни и творчестве знаменитых артистов-супругов. В кинокартину включены фрагменты последнего публичного выступления музыканта перед зрителями.
- В 2008 году авиакомпания Аэрофлот назвала один из своих Airbus A320 (VP-BKY) «М. Ростропович».
- С 2008 по 2018 годы в Самаре ежегодно под патронажем Валерия Гергиева проводился музыкальный фестиваль «Мстиславу Ростроповичу»[48][49]
- В 2011 году реконструированный теплоход проекта 92-016, принадлежащий компании «ВодоходЪ», был назван «Мстислав Ростропович»[50].
- 29 марта 2012 года на углу Брюсова и Елисеевского переулков в Москве был открыт памятник Ростроповичу работы А. Рукавишникова[51].
- 18 марта 2014 года на фасаде дома 16 по набережной Кутузова в Санкт-Петербурге была установлена мемориальная доска с портретом Ростроповича, изображениями грифа виолончели и левой руки музыканта — барельеф работы скульптора Р. Игамбердиева[52]. Надпись на доске гласит: «В этом доме с 1994 по 2007 год жил великий музыкант Мстислав Леопольдович Ростропович»[53].
- В 2016 году московский сквер с памятником работы А. Рукавишникова официально получил название Сквер Мстислава Ростроповича.
- В 2018 году в Москве в Газетном переулке на стене дома, где проживали М. Ростропович и Г. Вишневская, открыта мемориальная доска в честь супругов.
- В 2022 году в Оренбурге по адресу улица Зиминская, 25 открылся обновлённый дом-музей семьи Ростроповичей.
- Бюст музыканта установлен в Кронберге (Германия).
- В 17-м округе Парижа есть улица Мстислава Ростроповича.

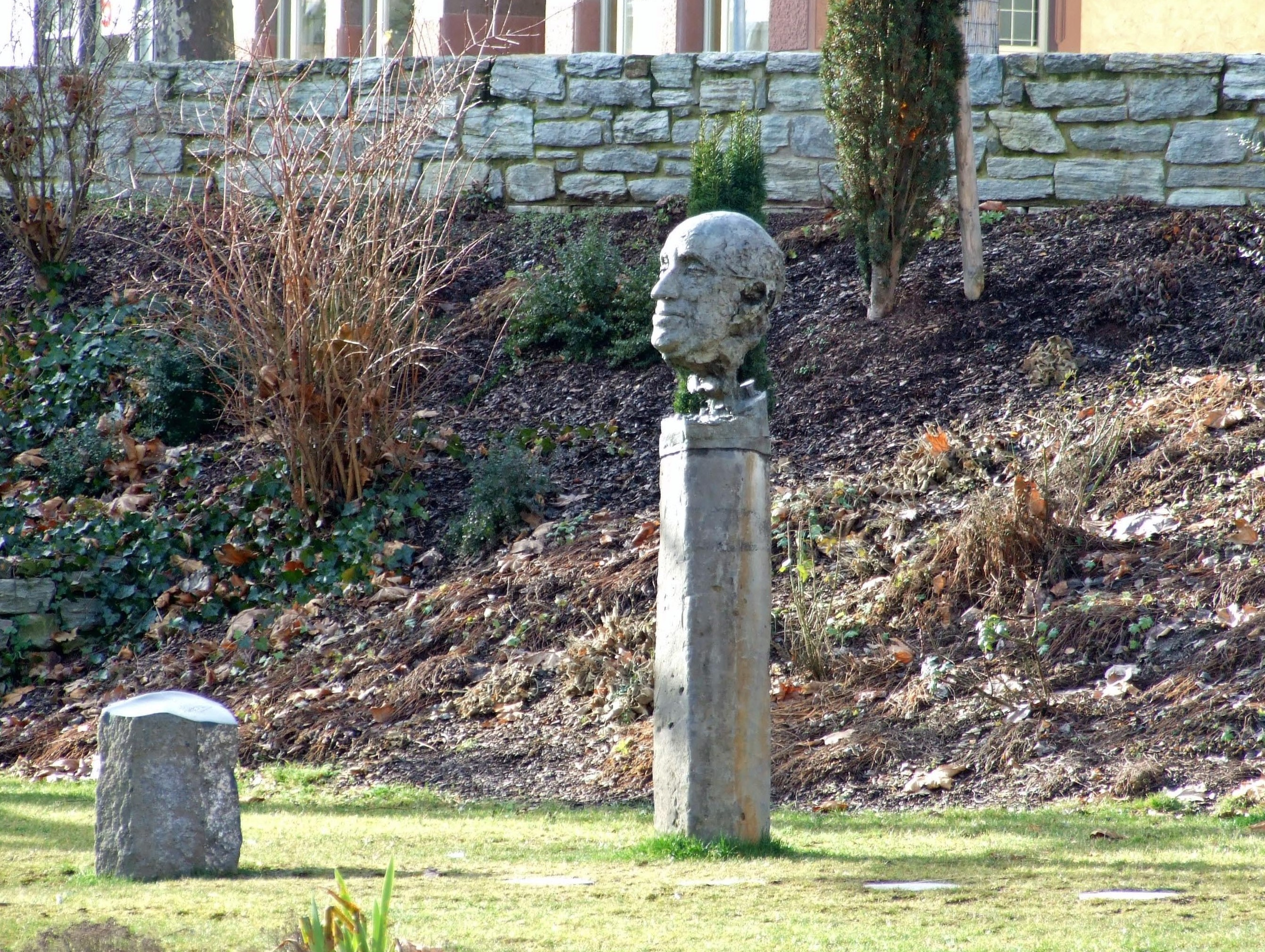
Бюст в Кронберге
Мемориальная доска в Баку, на стене дома, в котором родился Ростропович. Скульптор И. Зейналов
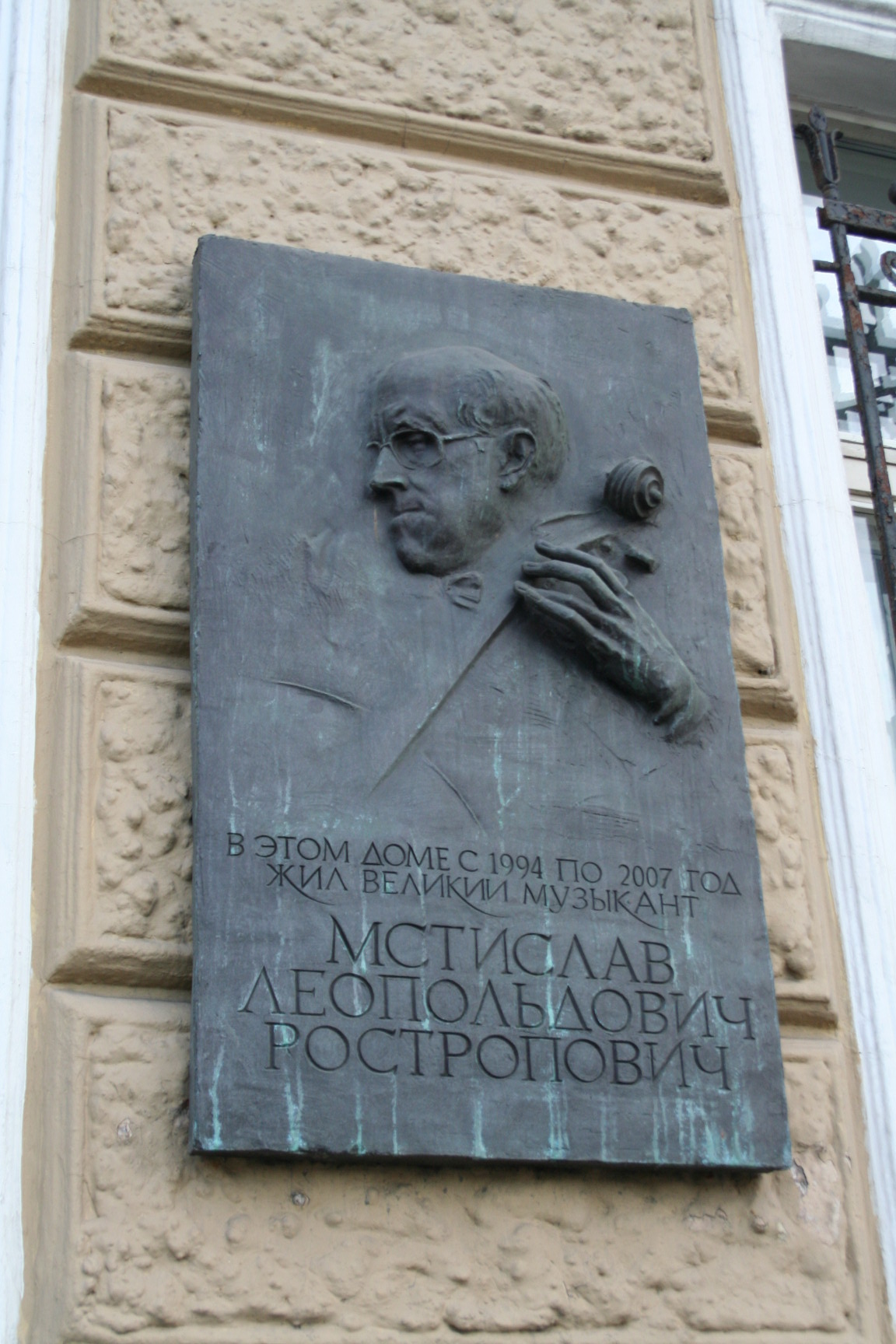
Мемориальная доска в Санкт-Петербурге
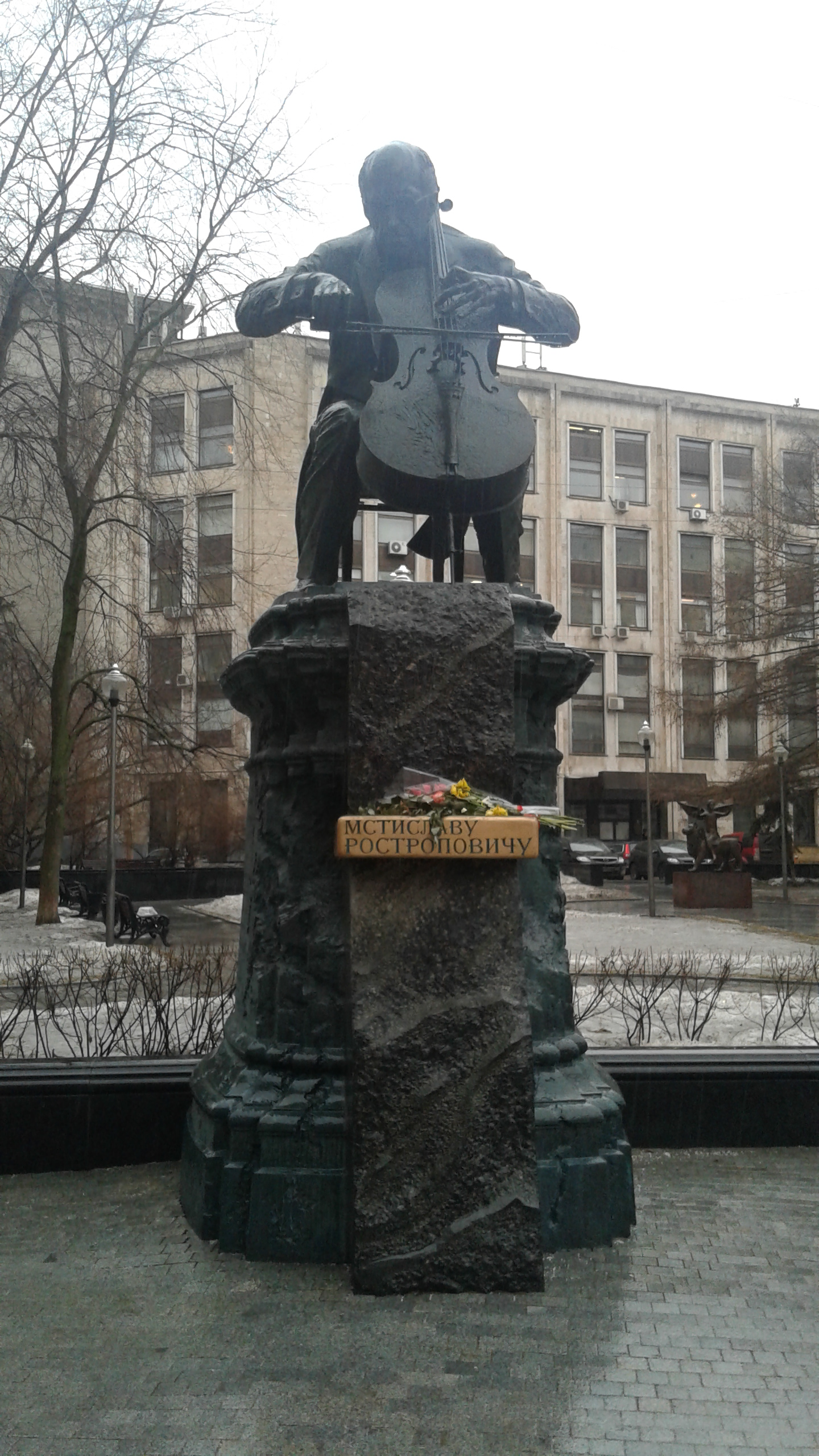
Памятник Ростроповичу в сквере его имени в Москве